# Halmazállapot

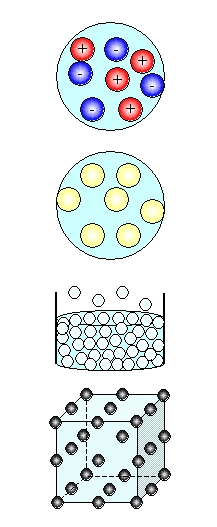
Nem minden anyag létezik plazma, légnemű, cseppfolyós és szilárd halmazállapotban is

A legtöbb kémiai anyag – a hőmérséklettől és a nyomástól függően – négy halmazállapotban lehet stabil állapotú: szilárd, folyékony, gáz (másképpen légnemű) és plazmaállapot. Elméletileg minden anyag mind a négy halmazállapotban előfordulhat, a gyakorlatban viszont sok szilárd anyag elbomlik vagy átalakul az olvadáspontjánál kisebb hőmérsékleten, azaz inkongruens olvadáspontja van. Ugyanilyen okok miatt sok anyagnak nem létezik légnemű halmazállapota, vagyis már a forráspontjánál kisebb hőmérsékleten termikusan elbomlik.
A légnemű halmazállapotban ugyanazon anyag lehet vagy gáz vagy gőz. Egyszerűen kifejezve: ha a légnemű anyag hőmérséklete annak kritikus hőmérséklete alatt van, akkor azt gőznek nevezik, ha a hőmérséklete a kritikus felett van, akkor azt gáznak hívják, a folyékony halmazállapotú anyag neve pedig folyadék. A folyadék és a szilárd halmazállapotot gyűjtőnéven kondenzált halmazállapotnak nevezik, a légnemű és folyékony halmazállapotú anyagok gyűjtőneve pedig cseppfolyós közeg vagy egyszerűen közeg. A különbség a légnemű és a folyékony halmazállapot között az, hogy a légnemű halmazállapotú anyagokkal ellentétben a folyadékok szabad felszínnel rendelkezhetnek.
Ha egy gőzt összenyomnak (komprimálják), akkor az folyadékká válhat (cseppfolyósodhat), de egy gázt nem lehet nyomással cseppfolyósítani, csak ha előbb azt az annak egyéni kritikus hőmérséklete alá hűtik, hogy gőzzé alakuljon. Azt a minimális nyomást, ami a gőz cseppfolyósításához szükséges, kritikus nyomásnak nevezik, az anyag térfogatát kritikus hőmérsékletén kritikus nyomása alatt kritikus térfogatnak. Ilyen körülmények között az anyag kritikus állapotban van.
A különböző halmazállapotok dinamikus folyamatokban átalakulhatnak egymássá. A szilárd anyag folyadékká alakulása hőközlés hatására az olvadáspontján történik. A fordított irányú folyamat pedig (fagyás, dermedés vagy kristályosodás) – amely mindig hőfelszabadulással jár – a fagyásponton, dermedésponton vagy kristályosodási ponton következik be. A szilárd anyagok is párolognak, gőzzé alakulnak, ez a jelenség a szublimáció.
A folyadékok átalakulását légnemű halmazállapotú anyaggá – gőzzé – párolgásnak nevezik. Ha ez a folyamat a folyadék forráspontján történik, a jelenséget forrásnak nevezik. A fordított irányú folyamat – amikor a gőz cseppfolyós állapotba kerül – a kondenzáció vagy kicsapódás. Ugyanígy nevezik a gőznek közvetlenül szilárd halmazállapotba jutását is.
A folyadék és a szilárd állapotot gyűjtőnéven kondenzált állapotnak, a légnemű és a cseppfolyós állapotot pedig fluid állapotnak nevezik.
Általában adott hőmérsékleten és nyomáson az adott anyag csak egy halmazállapotban lehet stabilisan jelen. Ugyanakkor az átalakulások egyensúlyi hőmérsékletén és nyomásán két vagy három halmazállapota is stabilis lehet. Erre vonatkozik a Gibbs-féle fázistörvény. A különböző halmazállapotú és külön fázisban lévő anyagok egymásba történő átalakulását fázisdiagramokon ábrázolják.
Bármely anyagnak légnemű és folyékony halmazállapota csak egyféle létezik. Kivételt képeznek az ún. kristályos folyadékok vagy folyadékkristályok, amelyek külső térerő hatására változtatják meg szerkezetüket. Szilárd halmazállapotban sok anyagnak létezik többféle kristályos és amorf állapota, amelyek szerkezetükben és fizikai tulajdonságokban is lényegesen eltérnek egymástól. Ez a jelenség a polimorfia. Az egyes polimorf módosulatok meghatározott hőmérséklet- és nyomástartományban stabilisak, és egymásba átalakíthatók (allotrop átalakulás).
A halmazállapot-változásokat és a polimorf átalakulásokat mindig hőeffektus kíséri. Termodinamikailag kimutatható, hogy egy adott nyomás esetén nagyobb hőmérsékleten az a módosulat stabilis, amely hőfelvétel – tehát endoterm folyamat – közben képződik a másik módosulatból. Vagyis például konstans nyomásnál nagyobb hőmérsékleten a folyadék stabilisabb, mint a szilárd halmazállapot, és a gőz stabilisabb, mint a folyadék.

## Szilárd halmazállapot
A szilárd halmazállapotnak két formája ismeretes: kristályos és alaktalan, vagy amorf. Ebben az állapotban a molekulák ill. az atomok energiaszintje olyan alacsony, hogy adott helyzetükből nem tudnak kiszabadulni. Kristályos anyag esetén azok a kristályrács által meghatározott egyensúlyi helyzetben vannak rögzítve, és ekörül végeznek rezgőmozgást. A szilárd anyagoknak (vagy testeknek) meghatározott alakjuk és térfogatuk van, de a térfogat általában a hőmérséklet emelésével kiterjed. A kiterjedés mértékét a hőtágulási együttható fejezi ki, ami az anyagok jellemző tulajdonsága. A szilárd anyagok ellenállást fejtenek ki az alak- és térfogatváltoztatással szemben, ennek megfelelően több tulajdonságuk összefügg ezzel az ellenállással: keménység, szilárdság, rugalmasság, hőtágulás. Melegítés hatására általában csökken a szilárdságuk és az olvadáspontjukon (általánosabban a likvidusz hőmérsékleten) folyékonnyá válnak.

### Üvegesedés
Az üvegesedési átmenet (glass transition, vitrification) azt jelenti, hogy az anyag termodinamikailag metastabil, amorf kristályszerkezetű állapotba megy át. Az üvegek viszkozitása rendkívül nagy (1010–1014 Pa s). A répacukor vizes oldatának üvegesedési határa például:
0% cukortartalomnál -134 °C
60% cukortartalomnál -60 °C
70% cukortartalomnál -50 °C
85% cukortartalomnál -9,5 °C (az eutektikus pont hőmérséklete)
90% cukortartalomnál 0 °C
100% cukortartalomnál +52 °C (elméleti közelítés)

## Folyékony halmazállapot

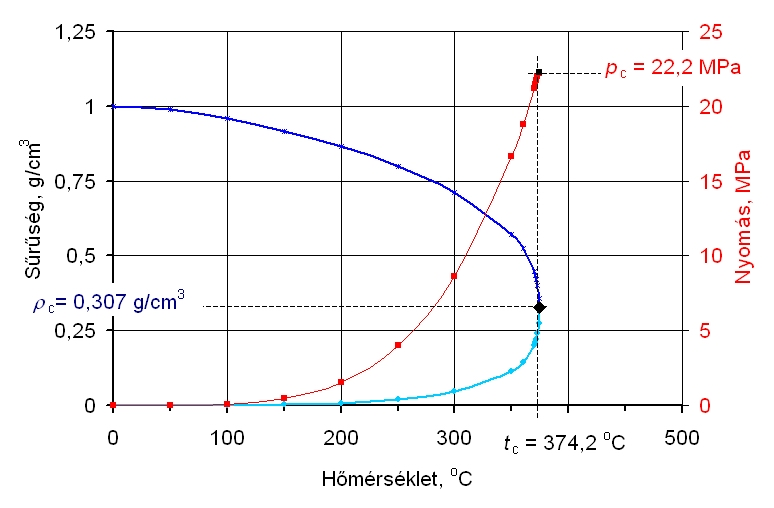
Az anyagok a kritikus hőmérséklet
alatt gőz, a felett gáz halmazállapotúak. Az ábrán a víz kritikus sűrűségét jelölték vízszintes vonallal. A víz a sötétkék görbe fölött folyadék, a világoskék görbe alatt gőz, a két görbe között a két állapot elegye

A folyékony anyagok, vagyis folyadékok térfogata állandó, ám alakjuk változó. A nehézségi erő hatására képesek felvenni a tároló edény alakját. Erőtérmentes környezetben viszont gömb alakúak a felületi feszültség következtében. A folyadékokban a molekulák közötti összetartó erő lényegesen kisebb, mint a szilárd anyagoknál, és noha az anyaghalmazt összetartja, lehetővé teszi a molekulák egymáshoz képest történő mikroszkopikus, szabad mozgását. Ennek következtében a viszkozitásuk a szilárd testek viszkozitásához képest kicsi, és az összenyomhatóságuk (kompresszibilitásuk) is kis értékű. Más szóval egy folyadék nehezen összenyomható.
Az anyag felületi feszültsége a kritikus hőmérsékletéhez közeledve nullára csökken, azt elérve, illetve nagyobb hőmérsékleten a folyadék gázzá változik. Zárt térben a folyadékok sűrűsége csökken, a légtérben pedig növekszik. A kritikus hőmérsékleten a két fázis sűrűsége egyenlővé válik. Az anyagok a kritikus hőmérséklet alatt gőz, afelett gáz halmazállapotúak. A kritikus hőmérsékletnél nagyobb hőmérsékleten a légnemű anyag semmilyen nagy nyomáson sem cseppfolyósítható, mert ilyen körülmények között már nem gőzként, hanem gázként viselkedik. Igen nagy nyomáson az anyagok ettől eltérő tulajdonságokat mutathatnak. A kritikus hőmérsékletű víz kb. 140 000 bar nyomáson megszilárdul. A hidrogén esetében például fémes tulajdonságokat tapasztaltak rendkívül nagy nyomáson. Wigner Jenő és Huntington már 1935-ben megjósolta, hogy a hidrogén az abszolút nulla fokon és kb. 25 GPa nyomáson fémes állapotba megy át, kétatomosból egyatomos allotrop módosulatba. A fémes hidrogén jó hővezető, és a villamos áramot jól vezeti, de kristályszerkezet nem rendelhető hozzá.

## Légnemű halmazállapot

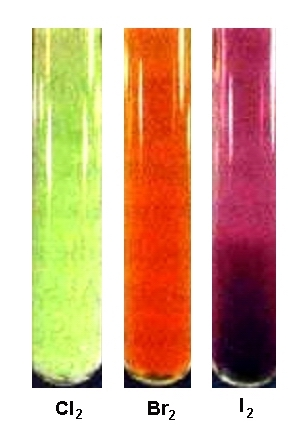
A halogén elemek gőzei színesek

A légnemű anyagoknak nincs sem meghatározott alakjuk, sem meghatározott térfogatuk, a rendelkezésre álló térfogat egyenletes kitöltésére törekszenek. Az elemi állapotú anyagok nagy többsége légnemű állapotban – tehát gőz és gáz állapotban – színtelenek, aminek az az oka, hogy a látható színképtartományban nincs fényabszorpció. Ez alól kivételt a kén és a halogén elemek gőzei képeznek.
A reális gázok esetében a molekulák között viszonylag kicsi az összetartó erő, a forgó, rezgő és az egyenes vonalú, egyenletes mozgás miatt egymással ütköznek és távolodni igyekszenek egymástól, ezért töltenek be minden rendelkezésre álló teret. Ez csak akkor igaz, ha a gázra nem hatnak külső erők. A földi nehézségi erőtér hatására például a légkör sűrűsége felfelé exponenciális függvény szerint csökken. Kis magasságkülönbség esetén azonban az eltérés figyelmen kívül hagyható.
A légnemű anyagok alakja és térfogata viszonylag kis erővel megváltoztatható, mert kicsi a viszkozitásuk és nagy a kompresszibilitásuk a folyadékokéhoz vagy a szilárd testekéhez képest.

## Plazma halmazállapot

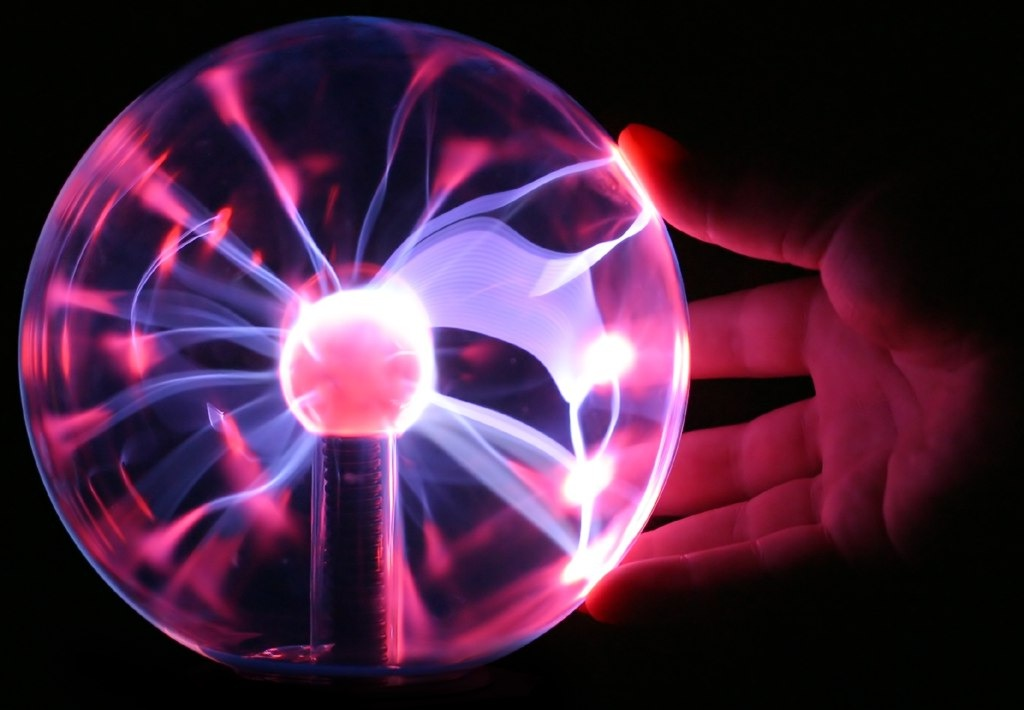
A plazmalámpa hideg plazmája

Plazma a gáz halmazállapotból keletkezik az atomok ill. molekulák ionizációja révén. Nagyon nagy hőmérsékleten, sugárzás vagy elektromos kisülés hatására az atomokból elektronok szakadnak le. A plazma állapotban szabadon mozgó pozitív ionok és negatív elektronok vannak olyan arányban, hogy az egész rendszer elektromosan semleges. A szabadon mozgó részecskék miatt a plazma jól vezeti az elektromos áramot.
Kellően nagy hőmérsékleten minden anyag átvihető plazmaállapotba (termikus ionizáció), legkönnyebben az alkálifémek gázai. Teljes ionizációhoz – a hideg plazma kialakulásához – sok tízezer fokos hőmérséklet szükséges, a forró plazma hőmérséklete több millió fokos. A világegyetem látható anyagának 99%-a (csillagok, csillagközi és bolygóközi anyag) plazma állapotban van.
Földi viszonyok között plazma képződik például a villámban, elektromos szikrában, koronakisülésben, elektromos ívben, gázkisülési csövekben stb.

## Halmazállapot-változás
Az anyagok hőmérsékletének valamint nyomásának bizonyos fokú változása halmazállapot-változást idéz elő. Ez a változás mindig visszafordítható (reverzibilis) folyamat, ha közben termikus bomlási folyamat nem megy végbe.

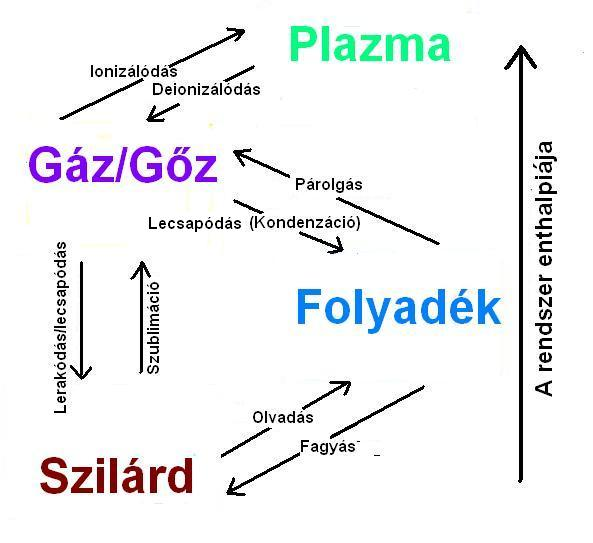
A halmazállapot-változás (fázisátmenet) grafikus összefoglalója

A halmazállapot-változás melegítés során például akkor következik be, ha a hőmérsékletnövelés olyan mértékű rezgőmozgásra készteti az atomokat, melyet a kohéziós erők nem tudnak kompenzálni, így az atomok az előző állapotukhoz képest szabadabbá válnak. Első lépésben a rácsponti kötőerők szűnnek meg (szilárd-folyadék fázisátalakulás), majd azok a kohéziós erők, amelyek a folyadék részecskéi között működnek (folyadék-gőz fázisátmenet), végül pedig az atomokon belüli elektrosztatikus vonzóerők ellenére az elektronok egy része vagy teljes mennyisége leszakad az atommagról (gáz-plazma fázisátmenet).
Összefoglalva a hőmérséklet és a nyomás szerepét: hőmérséklet növelés vagy nyomás csökkenés hatására a lejátszódó folyamatok:
szilárd → olvadás → folyadék → párolgás → gőz → ionizálás → plazma
szilárd → szublimáció → gőz.
Hőmérséklet csökkenés, vagy nyomás növekedés hatására lejátszódó folyamatok:
gőz → kicsapódás vagy kondenzáció → folyadék → fagyás vagy dermedés → szilárd;
gőz → kicsapódás vagy kondenzáció → szilárd.